# Colchicum neapolitanum
Colchicum neapolitanum är en tidlöseväxtart som först beskrevs av Michele Tenore, och fick sitt nu gällande namn av Michele Tenore. Colchicum neapolitanum ingår i släktet tidlösor, och familjen tidlöseväxter. Inga underarter finns listade i Catalogue of Life.